# Makarovskij rajon
Il Makarovskij rajon (in russo Макаровский городской округ?) è un rajon dell'Oblast' di Sachalin, nell'Estremo oriente russo. Istituito il 5 luglio 1946, ha come capoluogo Makarov, ricopre una superficie di 2.148,4 km2 ed ospitava nel 2010 una popolazione di circa 8.000 abitanti.